# Don de Dieu
Don de Dieu è una birra del Québec in Canada della Unibroue. E dal 2005, la birra è sotto la proprietà della multinazionale ontarienne Sleeman. La birra viene prodotta per lo spillamento ed è limitata e prodotta una volta l'anno, nel mese di dicembre.

## Storia
Il nome della birra si è ispirato a quello della barca,Don de Dieu di Samuel de Champlain, investito dell'autorità di Roy de France, aveva per missione « de parachever de descouvrir ce grand pais fascheux d'Amérique » (di completare la scoperta di questo grande paese l'America). Una missione che lo condurrà alla fondazione di Québec il 3 luglio 1608.

## Dettagli
Nel 1998 è stata messa sul mercato dalla Unibroue, con un contenuto del 9% di alcool (vol), è una birra in bottiglia di stile tripla e della famiglia delle birre d'abbazia. Leggermente velata dal lievito, il suo colore è quella di una birra bianca dai riflessi dorati. Il grano non maltato al sapore ben rotondo, con sapori di frutta e di luppolo appena percettibile. Molto leggera in bocca, rivela delicatamente un sospetto di spezie.
La birra produce una schiuma che si aggrappa alle pareti del bicchiere. Gustata fredda, costituisce un aperitivo eccellente mentre alla temperatura della cantina o leggermente raffreddata, accompagna bene i formaggi forti e le carni, comprese le carni affumicate.